# Sinoxylon anale
Sinoxylon anale är en skalbaggsart som beskrevs av Pierre Lesne 1897. Sinoxylon anale ingår i släktet Sinoxylon och familjen kapuschongbaggar. Arten förekommer tillfälligt i Sverige, men reproducerar sig inte. Inga underarter finns listade i Catalogue of Life.

## Bildgalleri

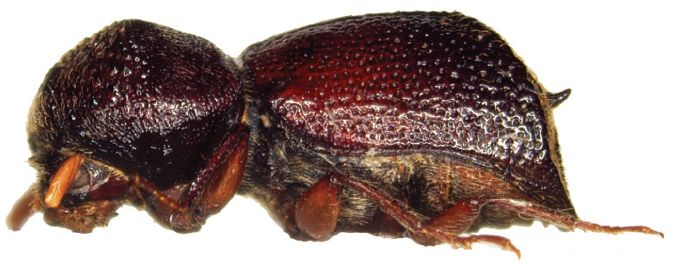
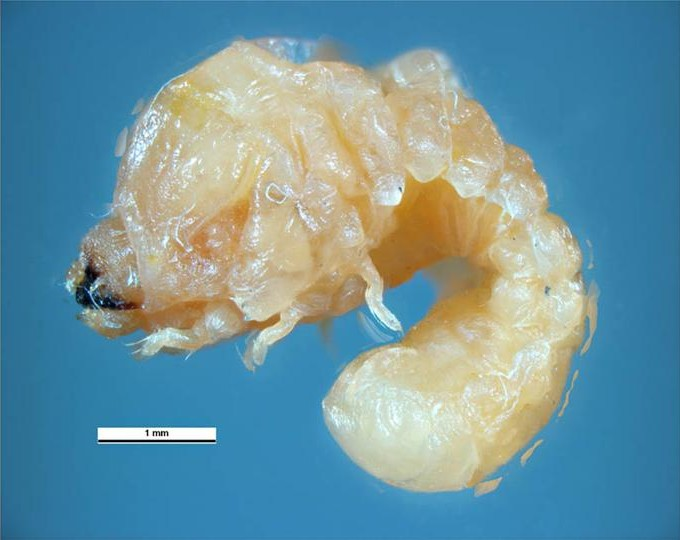
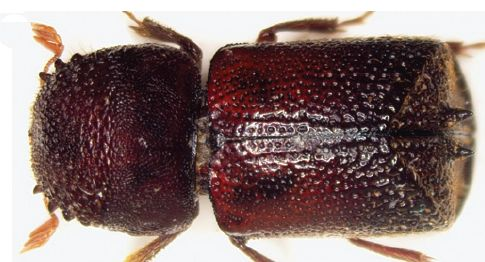
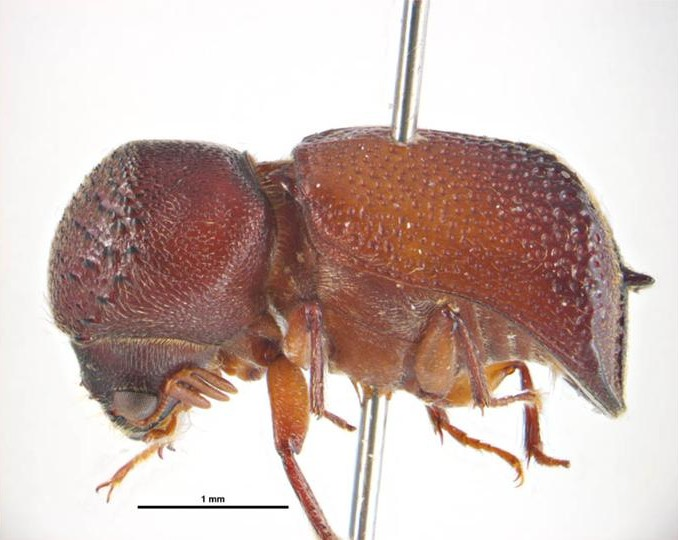